# Zarośle (gmina Bobrowo)
Zarośle – wieś w Polsce położona w województwie kujawsko-pomorskim, w powiecie brodnickim, w gminie Bobrowo. Miejscowość wchodzi w skład sołectwa Tylice.
W latach 1975–1998 miejscowość administracyjnie należała do województwa toruńskiego.